# اوزگه اولوسوی
اوزگه اولوسوی (ترکی استانبولی: Özge Ulusoy؛ زادهٔ ۲۸ اکتبر ۱۹۸۲) بالرین، هنرپیشه، و مدل (شخص) اهل ترکیه است.